# Saint-Étienne
 Der er for få eller ingen kildehenvisninger i denne artikel, hvilket er et problem. Du kan hjælpe ved at angive troværdige kilder til de påstande, som fremføres i artiklen.

 Denne artikel omhandler den franske storby Saint-Étienne. Opslagsordet har også en anden betydning, se Saint-Étienne (flertydig).
Saint-Étienne er hovedbyen i det sydfranske departement Loire i regionen Auvergne-Rhône-Alpes. Den ligger sydvest for Lyon i bjergområdet Massif Central (Centralmassivet) ved Furan, en lille biflod til  øvre Loire. Befolkningstallet er ca. 175.000, og indbyggerne kaldes stéphanois, da Stéphane (dansk: Stefan) er afledt af Étienne.

## Administration
| Periode                                  | Navn                      | Parti |
| ---------------------------------------- | ------------------------- | ----- |
| marts 2008 -                             | Maurice Vincent           | PS    |
| marts 1994 til 2008                      | Michel Thiollière         | UMP   |
| marts 1983 til 1994                      | François Dubanchet        | UDF   |
| marts 1977 til 1983                      | Joseph Sanguedolce        | PCF   |
| marts 1964 til 1977                      | Michel Durafour           | PS    |
| marts 1947 til 1964                      | Alexandre de Fraissinette | DVD   |
| Tidligere oplysninger i linket forneden. |                           |       |

## Demografi
| 1962                                                              | 1968    | 1975    | 1982    | 1990    | 1999    | - | - | - |
| ----------------------------------------------------------------- | ------- | ------- | ------- | ------- | ------- | - | - | - |
| 210.311                                                           | 223.223 | 220.181 | 204.955 | 199.396 | 180.210 | - | - | - |
| Tal fra og med 1962 er uden dobbelttælling (sans doubles comptes) |         |         |         |         |         |   |   |   |

## Uddannelse
- EMLYON Business School

## Venskabsbyer
| - Coventry, Storbritannien, siden 1955 - Luhansk, Ukraine, siden 1959 - Ferrara, Italien, siden 1960 - Granby, Canada, siden 1960 - Wuppertal, Tyskland, siden 1960 - Windsor, Canada, siden 1963 - Geltendorf, Tyskland, siden 1966 - Toamasina, Madagaskar, siden 1967 - Nazareth Illit, Israel, siden 1974 | - Annaba, Algeriet, siden 1981 - Xuzhou, Folkerepublikken Kina, siden 1984 - Des Moines, USA, siden 1984 - Patras, Grækenland, siden 1990 - Ben Arous, Tunesien, siden 1994 - Kattowitz, Polen, siden 1994 - Oeiras, Portugal, siden 1995 - Fez, Marokko, siden 2006 - Banská Bystrica, Slovakiet, siden 2006 |

## Galleri
- Hôtel particulier Subit-Gouyon
- Tour de la Droguerie
- Kirken Sainte-Marie
- Bourse du travail